# ТЕЦ ABPR 3, 4
12°56′8″ пн. ш. 101°5′51″ сх. д. / 12.93556° пн. ш. 101.09750° сх. д.
ТЕЦ ABPR 3, 4 — теплоелектроцентраль у тайській провінції Районг, майданчик якої знаходиться в центральній частині індустріальної зони Amata City Rayong.
У 2018 році на майданчику станції стали до ладу два парогазові блоки потужністю по 133 МВт, у кожному з них дві газові турбіни живлять через відповідну кількість котлів-утилізаторів одну парову турбіну.
Відповідно до запровадженої в Таїланді програми сприяння малим ТЕЦ, кожен блок отримав довгостроковий контракт на викуп 90 МВт потужності державною електроенергетичною компанією Electric Generating Authority of Thailand (EGAT).
Як паливо станція використовує природний газ (неподалік проходить газотранспортний коридор Районг — Бангпаконг).
Безпосередніми власниками блоків виступили компанії Amata B.Grimm Power Rayong 3 та Amata B.Grimm Power Rayong 4, головним власником яких із часткою у 55,5 % є тайський конгломерат B.Grimm Group. Іншим важливим учасником є компанія Amata Corporation, що опікується кількома індустріальними зонами.
Можливо відзначити, що в центральній частині та на півночі тієї саме індустріальної зони діють ТЕЦ ABPR 1, 2 та ТЕЦ ABPR 5.